# Liste des partis politiques en République centrafricaine
Plus d'une cinquantaine de partis politiques centrafricains, animent la vie politique et sociale du pays. Les plus importants d'entre eux sont représentés à l'Assemblée nationale ou présentent des candidats aux élections présidentielles et législatives. Dans ce contexte de multiplication des partis, il se constitue des coalitions, groupement et plateformes regroupant plusieurs partis.

## Histoire
La République centrafricaine évolue du monopartisme au multipartisme, lorsque le président Kolingba concède la restauration du multipartisme dans son allocution du 22 avril 1991, rappelle les exigences liées aux mutations de l'histoire qui sont notamment d'accompagner toute ouverture démocratique d'un développement sans lequel elle ne serait qu'illusoire. Il annonce alors l'ouverture prochaine à toutes les forces vives de la nation du débat sur la situation politique du pays ainsi que la libération des prisonniers d'opinion.
La loi relative aux partis politiques intervient le 4 juillet 1991. Son article 2 dispose que les partis politiques sont des associations, qui par des voies et moyens démocratiques et pacifiques, concourent à l'expression du suffrage universel, à l'animation de la vie politique, économique, sociale et culturelle.

## Liste des partis politiques
Le 15 juillet 2015, une liste de 69 partis politiques reconnus a été publiée par le service des affaires politiques du Ministère de l'Administration du territoire.
| Sigle   | Partis politiques                                                          | Responsables                  | Reconnaissance |
| ------- | -------------------------------------------------------------------------- | ----------------------------- | -------------- |
| ANR     | Association nouvelle république                                            | Ascain Nzengue Landa          | 14/11/2014     |
| ARP     | Action républicaine pour le progrès                                        | Gaston Mackouzangba           | 14/12/2011     |
| ADP     | Alliance pour la démocratie et le progrès                                  | Honoré Douba                  | 09/10/1991     |
| AL      | Association Londo                                                          | Henri Pouzère                 | 07/09/2012     |
| ASD     | Alliance pour la solidarité et le développement                            | Christophe Mbrémaïdou         | nd             |
| CDCAD   | Carrefour démocratique centrafricain pour le développement                 | Diane Prisca Renazou Mandaba  | nd             |
| CDRC    | Congrès des démocrates pour la renaissance de Centrafrique                 | Romain Ouandakouzou           | 17/02/1999     |
| CN      | Convention nationale                                                       | Éloi Anguimaté, Lendama       | 02/11/1991     |
| CRPS    | Convention républicaine pour le progrès social                             | Nicolas Tiangaye              | 31/10/2010     |
| CSDC    | Congrès des sociaux-démocrates de Centrafrique                             | Thomas Nodia Yali             | 13/10/1999     |
| DRC     | Démocratie et réforme centrafricaine                                       | Pascal Ndotar                 | 05/01/2015     |
| ELAN    | Effort libéral en Afrique noire                                            | Martinez Mbagato              | 21/10/1991     |
| FC      | Forum civique                                                              | Evelyne Blague                | 09/10/1991     |
| FND     | Front national rémocratique                                                | André Dénamsé-Ketté           |                |
| FODEM   | Forum démocratique pour la modernité                                       | Stéphane Pentchouaki          | 04/05/1998     |
| FPP     | Front patriotique pour le progrès                                          | Alexandre Goumba              | 04/10/1991     |
| LDT     | Ligue pour la démocratie et le travail                                     | Yangana Ndomété               | 22/05/1992     |
| KNK     | Parti Kwa Na Kwa                                                           | Bertin Béa                    | 22/08/2009     |
| MDD     | Mouvement pour la démocratie et le développement                           | Louis Papéniah                | 27/02/1994     |
| MDES    | Mouvement pour la démocratie et l’évolution sociale                        | Patrick Dalemet Rebaile       | 10/09/2004     |
| MDI-PS  | Mouvement pour la démocratie et le progrès social                          | Daniel Nditifei-Boyssembé     | 15/11/1991     |
| MDREC   | Mouvement démocratique pour le renouveau et l'évolution de Centrafrique    | Joseph Bedounga               | 14/01/1992     |
| MESAN   | Mouvement d'évolution sociale de l'Afrique noire                           | Jean-Baptiste Koba            | 04/10/1991     |
| MESAN B | Mouvement d'évolution Sociale de l'Afrique Noire Boganda                   | Dieudonné Mbangot             | 1992           |
| MLD     | Mouvement de libération démocratique                                       | Jacques Boniba                | 08/02/2012     |
| MLPC    | Mouvement de libération du peuple centrafricain                            | Martin Ziguélé                | 04/10/1991     |
| MNR     | Mouvement national pour le renouveau                                       | Paul Bellet                   | 02/10/1991     |
| MNS     | Mouvement national de solidarité                                           | Eric Sorongopé Zoumandji      | 06/09/2013     |
| MOPARE  | Mouvement patriotique pour le renouveau                                    | Vincent Benoît Wakoro         | 24/02/1998     |
| MPF     | Mouvance paix et fraternité                                                | Marguerite Petrokoni Zézé     |                |
| MSCA    | Mouvement socialiste centrafricain                                         | Jacques-Etienne Wilibona      | 04/10/1991     |
| MUD     | Mouvement pour l’unité et la démocratie                                    | Martin Panou                  | 21/08/1997     |
| MVC     | Mouvement des verts de Centrafrique                                        | Laurent Avit Bokonas          | 13/10/1999     |
| NAD     | Nouvelle alliance pour le développement                                    | nd                            | nd             |
| NAP     | Nouvelle alliance pour le progrès                                          | Jean-Jacques Démafouth        | 11/08/2008     |
| PAD     | Parti d'action pour le développement                                       | Laurent Gonbaba               | 16/02/1998     |
| PARC    | Parti de la renaissance centrafricaine                                     | Gaston Mandata Nguérékata     |                |
| PARELI  | Parti républicain libéral                                                  | Auguste Mboé                  | 21/10/1991     |
| PATRIE  | Parti africain pour une transformation radicale et l'intégration des États | Crépin Mboli-Goumba           | 18/08/2004     |
| PCD     | Parti centrafricain pour le développement                                  | Paul Gérard Rekouane          | 12/02/1998     |
| PCUD    | Parti centrafricain pour l’unité et le développement                       | Patrice-Édouard Ngaïssona     |                |
| PDCA    | Parti démocratique centrafricain                                           | Jean-Serge Wafio              | 04/06/2004     |
| PDI     | Parti pour le développement intégral                                       | Lin Banoukepa                 | 13/03/2013     |
| PDPS    | Parti démocratique pour le progrès social                                  | Dominique Touféïna            | 18/08/1997     |
| PGD     | Parti pour la gouvernance démocratique                                     | Jean-Michel Mandaba           | 24/08/2012     |
| PLD     | Parti libéral démocrate                                                    | Pierre-Abraham Nbokani        | nd             |
| PNCN    | Parti national pour un Centrafrique nouveau                                | Cyriaque Gonda                | 12/04/2004     |
| PPP     | Parti pour le progrès du peuple                                            | Marcel Mokwapi                | 11/06/2013     |
| PRC     | Parti républicain centrafricain                                            | René-Serge Aziagbia           | 21/10/1991     |
| PSD     | Parti social-démocrate                                                     | Énoch Dérant-Lakoué           | 04/10/1991     |
| PUN     | Parti de l’unité nationale                                                 | Léa Koyassoum-Doumta          |                |
| PUP     | Parti de l'unité du peuple                                                 | Rigobert Vondo                | nd             |
| PUR     | Parti de l'unité et de la reconstruction                                   | Symphorien Kparé-Kouti        | 05/01/2015     |
| RDC     | Rassemblement démocratique centrafricain                                   | Louis Pierre Gamba            | 04/10/1991     |
| RPR     | Rassemblement pour la République                                           | Alexandre-Ferdinand N'Guendet | 11/05/2013     |
| UDECA   | Union des Démocrates Centrafricains                                        | Faustin Zameto Mandoko        | 20/01/2014     |
| UDPP    | Union démocratique du peuple pour le progrès                               | Djim-Marem Maïtar             | 08/02/2012     |
| UDR FK  | Union démocratique républicaine                                            | Michel Kosh Komba             | 09/05/1996     |
| UDRP    | Union des démocrates pour le renouveau panafricain                         | Paul Farazara Kario           | 03/05/1994     |
| UMPCA   | Union pour un mouvement populaire de Centrafrique                          | Pierre Ganago                 | 02/09/2005     |
| UNADER  | Union nationale des démocrates républicains                                | Laurent Gomina Pampali        | 22/07/2004     |
| UNDD    | Union nationale pour la défense de la démocratie                           | Djibrine Sow                  | 15/11/1991     |
| UNDP    | Union nationale pour la démocratie et le progrès                           | Gilbert Gandao                | 17/07/2014     |
| UNDPC   | Union nationale démocratique du peuple centrafricain                       | Marie-Claire Mbolidi Damada   | nd             |
| UPCA    | Union pour le progrès en Centrafrique                                      | Faustin Yérima                | nd             |
| UPDES   | Union du peuple pour le développement économique et social                 | Dakwani Katossi-Simani        | 09/10/1991     |
| UPR     | Union pour la république                                                   | Jean-Claude Gnessibéré        | nd             |
| URCA    | Union pour le renouveau centrafricain                                      | Anicet-Georges Dologuélé      | 03/01/2014     |
| URD     | Union pour la renaissance et le développement                              | Auguste Boukanga              | nd             |

D'autres partis ont été créés depuis, dont :
| Sigle | Partis politiques    | Responsables              | Reconnaissance |
| ----- | -------------------- | ------------------------- | -------------- |
| MCU   | Mouvement Cœurs unis | Faustin-Archange Touadéra | 2019           |

En 2025, le Bloc républicain pour la défense de la Constitution (BRDC) est une coalition d'opposition au Mouvement Cœurs unis du président Touadéra.